# NucleoSTOP
NucleoSTOP je fiktivní zařízení, které by mělo filtrovat tu část elektrické energie ze sítě, která pochází z jaderných zdrojů. NucleoSTOP vznikl jako satira zaměřená na protijaderné aktivisty.
Zařízení je z fyzikálního hlediska nesmysl, protože konečný odběratel elektrického proudu z propojené energetické soustavy nemá v principu žádnou možnost zjistit, ze kterého zdroje právě odebíraná elektřina pochází.